# Liste der Bodendenkmale in Wriedel
In der Liste der Bodendenkmale in Wriedel sind alle Bodendenkmale der niedersächsischen Gemeinde Wriedel aufgelistet. Die Quelle ist der Denkmalatlas Niedersachsen. Der Stand der Liste ist der 25. September 2024.

## Allgemein
In den Spalten finden sich folgende Informationen des Bodendenkmales :
- Lage        : geographische Koordinaten
- Bezeichnung : Bezeichnung lt. Denkmalatlas
- Beschreibung: Beschreibung lt. Denkmalatlas
- ID          : Objekt-ID
- Bild        : Bild, ggf. zusätzlich mit Link zu weiteren Fotos im Medienarchiv Wikimedia Commons.

## Arendorf
| Lage                        | Bezeichnung                | Beschreibung                      | ID       | Bild |
| --------------------------- | -------------------------- | --------------------------------- | -------- | ---- |
| 53° 3′ 45″ N, 10° 19′ 12″ O | Arendorf 1, Grabhügel      | Flach, 12 m Länge und Höhe 0,2 m. | 32208842 | BW   |
| 53° 3′ 37″ N, 10° 19′ 3″ O  | Arendorf 25, Großsteingrab |                                   | 32203794 | BW   |

### Arendorf 2
- ID:32208843
- 22 kleine, flache Rundhügel mit Durchmessern von 4 – 10 Metern und Höhen von 0,2 – 0,5 Meter. Aufgrund von Aufforstungsarbeiten nur noch 15 davon eindeutig zu erkennen.

| Lage                        | Bezeichnung | Beschreibung                            | ID       | Bild |
| --------------------------- | ----------- | --------------------------------------- | -------- | ---- |
| 53° 3′ 37″ N, 10° 18′ 50″ O | Arendorf 2  | Flach, Durchmesser 6 m und Höhe 0,40 m. | 32207139 | BW   |
| 53° 3′ 37″ N, 10° 18′ 51″ O | Arendorf 3  | Flach, Durchmesser 4 m und Höhe 0,20 m. | 32207140 | BW   |
| 53° 3′ 36″ N, 10° 18′ 50″ O | Arendorf 4  |                                         | 32207141 | BW   |
| 53° 3′ 36″ N, 10° 18′ 51″ O | Arendorf 5  |                                         | 32207500 | BW   |
| 53° 3′ 36″ N, 10° 18′ 52″ O | Arendorf 6  |                                         | 32207501 | BW   |
| 53° 3′ 36″ N, 10° 18′ 52″ O | Arendorf 7  | Dm. ca. 6 m und H. ca. 0,4 m.           | 32207502 | BW   |
| 53° 3′ 37″ N, 10° 18′ 52″ O | Arendorf 8  |                                         | 32207994 | BW   |
| 53° 3′ 37″ N, 10° 18′ 52″ O | Arendorf 9  | Dm ca. 7 m und H. ca. 0,3 m.            | 32207995 | BW   |
| 53° 3′ 38″ N, 10° 18′ 53″ O | Arendorf 10 | Dm. ca. 7 m und H. ca. 0,2 m.           | 32207996 | BW   |
| 53° 3′ 38″ N, 10° 18′ 54″ O | Arendorf 11 | Dm. ca. 4 m und H. ca. 0,2 m.           | 32208237 | BW   |
| 53° 3′ 37″ N, 10° 18′ 53″ O | Arendorf 12 | Dm. ca. 5 m und H. ca. 0,3 m.           | 32208238 | BW   |
| 53° 3′ 36″ N, 10° 18′ 53″ O | Arendorf 13 |                                         | 32208493 | BW   |
| 53° 3′ 36″ N, 10° 18′ 53″ O | Arendorf 14 | Dm. ca. 8 m und H. ca. 0,4 m.           | 32208640 | BW   |
| 53° 3′ 35″ N, 10° 18′ 54″ O | Arendorf 15 | Dm. ca. 4 m und H. ca. 0,25 m.          | 32208239 | BW   |
| 53° 3′ 35″ N, 10° 18′ 53″ O | Arendorf 16 |                                         | 32208641 | BW   |
| 53° 3′ 35″ N, 10° 18′ 54″ O | Arendorf 17 | Dm. ca. 6 m und H. ca. 0,3 m.           | 32208494 | BW   |
| 53° 3′ 35″ N, 10° 18′ 54″ O | Arendorf 18 | Dm. ca. 3 m und H. ca. 0,2 m.           | 32208876 | BW   |
| 53° 3′ 35″ N, 10° 18′ 55″ O | Arendorf 19 | Dm. ca. 5 m und H. ca. 0,3 m.           | 32208877 | BW   |
| 53° 3′ 35″ N, 10° 18′ 54″ O | Arendorf 20 | Dm. ca. 5 m und H. ca. 0,2 m.           | 32208642 | BW   |
| 53° 3′ 34″ N, 10° 18′ 54″ O | Arendorf 21 | Dm. ca. 7 m und H. ca. 0,5 m.           | 32208878 | BW   |
| 53° 3′ 35″ N, 10° 18′ 53″ O | Arendorf 22 |                                         | 32207293 | BW   |
| 53° 3′ 34″ N, 10° 18′ 55″ O | Arendorf 23 | Dm. ca. 5 m und H. ca. 0,2 m.           | 32207292 | BW   |

## Holthusen I
| Lage                        | Bezeichnung              | Beschreibung                                                    | ID       | Bild |
| --------------------------- | ------------------------ | --------------------------------------------------------------- | -------- | ---- |
| 53° 4′ 1″ N, 10° 17′ 31″ O  | Holthusen I 4, Grabhügel | Flach gewölbt, rund, Dm. 16,5 m und H. 0,8 m. Ränder abgesetzt. | 32207828 | BW   |
| 53° 3′ 58″ N, 10° 17′ 34″ O | Holthusen I 6, Grabhügel | Markant, Dm. ca. 14 m und H. ca. 1,4 m.                         | 32204948 | BW   |
| 53° 3′ 54″ N, 10° 17′ 40″ O | Holthusen I 8, Grabhügel | Flach gewölbt, rund, Dm. ca. 14 m und H. ca. 0,3 m.             | 32203365 | BW   |

## Wettenbostel
| Lage                        | Bezeichnung               | Beschreibung                                                      | ID       | Bild |
| --------------------------- | ------------------------- | ----------------------------------------------------------------- | -------- | ---- |
| 53° 4′ 30″ N, 10° 17′ 44″ O | Wettenbostel 1, Grabhügel | Im Acker ist eine leichte Aufwölbung von 23 m im Dm. auszumachen. | 32207116 | BW   |